# Komunikacija z organizacijami v tujini
Komunikacija z organizacijami v tujini vključuje vse elemente komunikacije, na katere vplivajo značilnosti kulture. Ta vrsta komunikacije je torej vrsta medkulturne komunikacije, s poudarkom na razlikah v poslovnih navadah drugih kultur.
Poznavanje medkulturnih razlik in poslovnih praks je pomembna prednost v podjetništvu, saj to znanje omogoča prepoznavanje novih poslovnih marketov in razvijanje novih produktov. Čeprav globalizacija vpliva na razširjenost angleščine in zahodnega načina poslovanja, so se začele oblikovati nove gospodarske sile (npr. Kitajska in Indija), kar pomeni, da je učenje medkulturne komunikacije še vedno zelo pomembno. S pospešenim izmenjavanjem dobrin med narodi, iskanje cenejše delovne sile in ustanavljanje organizacij v drugih državah medkulturna komunikacija postaja vedno bolj in bolj pomembna. Čeprav je poznavanje kulturnih in poslovnih razlik pomembno za medkulturno komunikacijo, predstavlja velik izziv. Učenje o teh razlikah organizaciji ne bo koristilo, če ga ne bo znala uporabiti. Organizacije bodo uspešne le, če bodo sprejele obstoj razlik v drugih kulturah in verjele v pozitivni vpliv drugačnosti na svoj poslovni uspeh.

## Medkulturna poslovna komunikacija
Če se želimo vključiti v medkulturno poslovno komunikacijo, moramo poleg pravil komunikacije razumeti tudi, kako je sestavljen posel v drugih državah. Ker se vzhodni in zahodni globalni trg poleg kulturnih značilnosti razlikujeta tudi v poslovnih praksah, ima na tem trgu veliko poslovnežev težave z uspehom. Države se razlikujejo tudi v spopadanju s temi problemi. Za razliko od organizacij v ZDA organizacije na Japonskem pošiljajo svoje zaposlene v tujino, da se učijo novih jezikov in kulturnih značilnosti. Šele ko zberejo dovolj informacij, se odločijo, da bodo v drugi državi izvedle posel ali vanj vložile denar.
Medkulturno poslovanje navadno poteka v tržnem jeziku, ki minimalizira značilnosti kulture. Ta jezik navadno ni materinski jezik nobenega od sogovorcev. Lahko je dominantni jezik določenega področja (npr. mandarinščina) ali pa jezik, ki je sestavljen iz jezikov, ki ga govorijo sogovorci. Izbira jezika je navadno naključna in odvisna od kompetenc posameznikov, trenutno pa v trženem svetu prevladuje angleščina.
Kljub temu, da se medkulturna poslovna komunikacija spopada predvsem z vprašanji poslovne prakse drugih držav, je poleg tega pomembno poznavanje različnih kultur in njihovih značilnosti, saj te v veliki meri vplivajo na komunikacijo.

## Vplivi kulturnih značilnosti na poslovno komunikacijo
Na komunikacijo najbolj vplivajo različne kulturne značilnosti, katere raziskuje tudi medkulturna psihologija. Chang (2006) navaja osem kulturnih značilnosti, ki so podrobneje razložene v nadaljevanju:
- odnos do drugih
- socialna struktura
- kognitivni vzorec
- vloge in njihove interpretacije
- jezik
- neverbalna komunikacija
- uporaba prostora in organizacija
- razumevanje časa

Salacuse (1988) poleg kulturnih značilnosti omenja vpliv političnih, ekonomskih, vladnih in administrativnih sistemov, družbe in individualnih idej. Vsi ti dejavniki delajo medkulturno poslovanje bolj kompleksno in zato predstavlja večji izziv kot poslovanje doma.

### Odnos do drugih
V različnih državah se razlikuje odnos do strank. Na Tajskem imajo navado, da jih ob novem letu obdarijo in se jim zahvalijo za zvestobo. Darilo je odvisno od mesta, ki ga ima posameznik v družbi in količino vloženega denarja v organizacijo, kar se razlikuje ob obdarovanja strank v ZDA, kjer vse stranke dobijo enakovredna darila.
V ZDA in Avstraliji nagovarjanje oseb z njihovimi imeni velja za prijateljsko gesto, medtem ko je v Franciji, Egiptu in na Japonskem to znamenje nespoštovanja. Na Japonskem je pomembno tudi to, da oseba na višjem položaju uporablja vljuden govor, medtem ko mora oseba na nižjem položaju uporabljati zelo vljuden ali spoštljiv govor. To marsikaterega tujega poslovneža zmede, saj se Japonci bolj kot na same rezultate poslovanja osredotočajo na formalnost odnosov in proces, ki poteka med poslovanjem.

### Socialna struktura
Različen odnos do drugih imajo tudi kulture, ki se razlikujejo v oddaljenosti oziroma distanci moči. Oddaljenost moči nam pove, na kakšen način je razdeljena moč med ljudmi v družbi. V kulturah z majhno distanco moči (npr. Avstrija) so razlike med ljudmi minimalna, poudarek je na sodelovanju in enakosti. Delavci se posvetujejo med sabo, idealni šef pa je demokrat, ki razpolaga z dobrimi viri. Za države z veliko distanco moči (npr. Mehika) je značilna neenakost med ljudmi, ljudje na nižjih položajih imajo manj moči in se zanašajo na ljudi na višjih položajih. V organizacijah obstaja hierarhija, podrejeni pa naredijo vse, kar jim naroči šef, ki je avtokrat. Podrejeni zaradi tega ne govorijo o svojih mnenjih pred šefom, redko tudi poročajo o napakah svojih superiornih ali problemih v organizaciji, saj bi vse to lahko škodovalo njihovemu nadrejenemu.
Socialna struktura se razlikuje tudi v individualističnih in kolektivističnih državah. Individualistične države (npr. Kanada) poudarjajo vrednost posameznika. Če ljudje prekršijo pravila ali socialne norme, občutijo krivdo, zniža se jim samospoštovanje. Odnos med zaposlenim in zaposlovalcem je vzpostavljen preko pogodbe, napredovanje pa je določeno glede na sposobnosti. Poslovanje je stvar vsakega posameznika, ki se bolj kot na odnos osredotoča na nalogo, ki jo mora izpolniti. Ljudje v takšnih družbah imajo raje direktne oblike komunikacije in podpirajo direktne oblike reševanja konfliktov.  Za kolektivistične države (npr. Panama) pa je značilna težnje k vzdrževanju harmonije. Če posamezniki v takšni družbi prekršijo pravila ali socialne norme, to občutijo kot sram in izgubo položaja v skupini. Odnos med zaposlovalcem in zaposlenim temelji na značilnostih družbe (npr. poudarjanje družinskih vezi), napredovanja pa temeljijo na dobrih odnosih med podrejenim in nadrejenim. Poslovanje poteka vedno v skupini, ki so ji bolj pomembni odnosi kot naloga. Za te kulture pravimo tudi, da temeljijo na odnosih. Za njih je tudi značilna nižja distanca moči, ki se odraža v tako v verbalni kot neverbalni komunikaciji. Te značilnosti vidimo v jezikih kot so japonščina in korejščina, saj v njih obstajajo posebne besedne zveze, ki kažejo na spoštovanje in formalnost v odnosih. V korejščini se uporaba jezika razlikuje tudi pri različno starih posameznikih. Zato nekatere organizacije izvajajo posebne treninge, da bi se zaposleni lahko naučili uporabe pravilnega spoštljivega jezika.

### Kognitivni vzorci
Kultura vpliva tudi na proces odločanja in pogajanja. Nekateri narodi v poslovanju uporabljajo preprosto ali direktno komunikacijo, drugi pa indirekten in kompleksnejši način komunikacije. Zato je pomembno, da smo pozorni na edinstvene komunikacijske navade in vedenja oseb, s katerimi poslujemo.
Japoncem je pri poslovanju pomembno, da se pogovarjata osebi enake starosti in enakih pozicij. Za njih je značilen tudi dolgotrajen proces odločanja, saj potrebujejo veliko informacij o poslu. Zato nimajo radi hitrih odločitev, med samim pogajanjem pa se večkrat posvetujejo med sabo. Ko govorijo o poslu uporabljajo veliko nepomembnih informacij in do sklepa pridejo po raznih ovinkih, medtem ko poslovneži iz Nemčije na najhitrejši možni način povejo bistvo. Zato Nemci nimajo radi, da pri poslovanju klepetamo (npr. govorimo o vremenu). To razumejo kot potrato časa. Za Japonce je pri poslovanju značilna spiralna, za Nemce pa linearna logika. Japonci to počnejo tudi zaradi tega, ker niso nagnjeni k tveganju in se za posel odločijo šele, ko zberejo dovolj informacij. Tveganje, ki je značilno za poslovni svet, skušajo zmanjšati s čim daljšim pogajanjem, pri tem pa večkrat dosežejo odločitev, ki je skupna celotni poslovni skupini. Za druge države pa je bolj kot to v poslu pomembna iznajdljivost in učinkovitost.
Sklep v poslovanju ne pomeni ene in iste stvari v vseh državah. Foster (1992) opozarja, da dogovori na Kitajskem pomenijo zgolj formalnost v odnosu, medtem ko v ZDA to pomeni, da je prišlo do za njih ugodne sklenitve posla. V nekaterih državah pa ne uporabljajo pogodb, saj verjamejo, da je nepraktično, da bi si vnaprej postavljali obljube, ki jih morda ne bomo izpolnili. V teh državah je bolj kot to, kaj lahko organizacije naredijo ena za drugo, pomemben odnos me njima. Pri pogajanju z Japonci morate biti pozorni tudi na jezik, ki ga uporabljajo pri poslovanju. Če rečejo "da", to še ne pomeni, da se strinjajo s poslom. Lahko pomeni zgolj to, da so želeli povedati, da vas razumejo ali poslušajo.
V poslovnem svetu v drugih kulturah je pomembna tudi pravilna izbira pogajalca. Različne kulture imajo različen pogled na izobrazbo, spol, starost, izkušnje in socialni status pogajalca. Medtem ko v ZDA razlike med pogajalci niso pomembne, se v Evropi bolj osredotočajo na to, da sta si pogajalca čim bolj podobna. Neujemanje nazivov dveh pogajalcev je namreč videno kot znamenje nespoštovanja.
Pri poslovanju z drugimi državami moramo poleg kulturnih značilnosti upoštevati tudi njihovo poslovno etiko. Poslovna etika vključuje različna pravila, ki vodijo vedenje ljudi. Ta pravila so pogosto določena z zakoni. V nekaterih državah poslovna etika nima velikega pomena, kar privede do tega, da je korupcija del poslovanja (npr. Latinska Amerika). Zato moramo pri poslovanju paziti, da ostanemo v okvirih zakonov, ki veljajo za našo državo, hkrati pa pazimo na posebnostih, ki jih ima druga država. Pri tem je bolje, da se opremo na zakone in socialne norme, ki veljajo v večini držav, v katerih poslujemo (npr. prepoved otroškega dela, ki je v nekaterih državah še vedno sprejeto).

### Vloge in njihove interpretacije
Glede na vloge, ki jo imajo v družbi ženske in moški ločimo feminine in maskuline družbe. V femininih družbah (npr. Švedska) je glavna vrednota skrb za druge, pomembni so odnosi med ljudmi in njihova skromnost.  V družbi imata moški in ženska podobne vloge. Na delovnem mestu pa je pomembna enakost, solidarnost, reševanje konfliktov pa poteka s pogajanji in kompromisi. Dominantne družbe (npr. Venezuela) pa so znane po različnih pričakovanjih za obnašanja žensk in moških. Ženske so nežne in skrbijo za odnose, medtem ko so moški asertivni in ambiciozni. Tudi nadrejeni morajo biti asertivni in voditi organizacije na podlagi pravičnosti in tekmovanja med delavci. Ker se borijo proti konfliktov, jih le redkokdaj rešujejo.
V različnih kulturah se poleg vlog moškega in ženske razlikujejo tudi vloge mlajših in starejših pa tudi vloge, ki jih imajo delavci na delovnem mestu. Mehiški delavci svojega delovnega mesta ne zapustijo do zasluženega odmora, medtem ko delavci v ZDA med delovnim časom hodijo naokrog, se pogovarjajo ali kadijo.
Različne vloge imajo tudi različna področja našega življenja. V nekaterih državah (npr. Nizozemska) so družinski odnosi zelo pomembni in igrajo pomembno vlogo v vseh socialnih stikih, tudi na delovnem mestu. V nekaterih državah pa ima pomembno vlogo vera. Če poslujete v Maroku, pazite na planiranje sestankov, saj je v petkih med 11:15 in 15:00 uro večina organizacij zaprtih zaradi skupne molitve.

### Jezik
Gudykunst in Ting-Toomey (2003) ločita dva sklopa načinov uporabe jezika: 
- direkten in indirekten način
- sodelovalen in razumevalen način

V direktni komunikaciji sogovorniku sporočamo svoje prave namene, potrebe in želje. Kulture, ki uporabljajo takšen način komunikacije so odprte, neposredne, navadno pa gre za individualne kulture. V indirektni komunikacije pa so vse te informacije skrite in jih lahko razberemo le iz konteksta ali neverbalne komunikacije. Takšni vrsti komunikacije pravimo tudi visoko kontekstualna komunikacija.  Sodelovalni način govora pa vsebuje veliko bogatega in ekspresivnega jezika. Takšen je arabski jezik, saj vsebuje veliko metaforičnih izrazov. Stavki pri razumevalnem načinu pa so preprosti, jedrnati, vsebujejo pa tudi tišino. Ta način govora je značilen za Amiše.
Različni jeziki izražajo tudi različno raven formalnosti. V angleško govorečih državah jezik ne razlike med vikanjem in tikanjem, medtem ko je to značilno za nemščino, španščino in slovenščino. Na Japonskem pa v pogovoru celo ne uporabljajo besede »ti«.
Pri poslovanju je kar se tiče jezika pomembno predvsem to, da preverimo, ali nas sogovorec razume, saj je ljudi večkrat sram reči, da nečesa ne razumejo, predvsem ko jezik v poslovni komunikaciji ni njihov materni jezik.

### Neverbalna komunikacija
Kulture se ne razlikujejo samo v rabi jezika, ampak tudi v rabi neverbalne komunikacije. Ker jo uporabljamo podzavestno, je lahko marsikdaj razlog za napetost med sogovorniki. V Nemčiji in drugih evropskih državah je gesta za »neumen« kazalec na čelu, gesta za »pameten« v ZDA pa je tej skoraj identična. Samo kazalec moramo iz čela prestaviti ne teme. Podobno dvignjen palec v nekaterih državah pomeni znak odobravanja in pohvale, na Sardiniji in v Iranu pa je to vulgarna gesta.
Glede na povezanost jezika in neverbalnih znakov ločimo visoko in nizko kontekstualno komunikacijo.
Visoko kontekstualna komunikacija vključuje več neverbalnih in manj verbalnih sporočil. Za razumevanje sogovornika potrebujejo več informacij, ki včasih niso povezane s temo, o kateri govorimo. Pravila v družbi niso napisana, ampak je normalno, da ob napačnem vedenju ena oseba popravi drugo ter uravna njeno vedenje. V organizacijah v teh kulturah vsa dogovarjanja potekajo osebno. Vsa pravila, ki niso uveljavljena skozi osebne odnose, niso obvezujoča.
Primer:  Organizacija noče, da bi zaposleni uporabljali službene avtomobile za osebno rabo, vendar uporabe ne more nadzorovati, zato si lahko zaposleni to interpretirajo na način, da jih lahko uporabljajo. 
Ta način komunikacije je značilen za Japonsko.
Nizko kontekstualna komunikacija pa posreduje sporočila predvsem na verbalni način , njegov pomen pa je razviden iz konteksta. V teh družbah so vedenjske norme napisane in na vsakem koraku lahko opazimo znake, ki nam govorijo, kaj smemo in česa ne smemo. To so vidi tudi pri pisanju pogodb, ki so zelo dodelane, ko pa so podpisane, ni prostora za fleksibilnost, razen če se obe strani strinjata, da se bosta še enkrat dogovorili  . Ta stil komunikacije je značilen v ZDA, v Avstraliji, Kanadi, Evropi in Novi Zelandiji.
Obstajata dva sklopa neverbalnih izrazov. Prvi vključuje obrazno mimiko, osebni prostor, geste, očesni stik, tišino in parajezik, ki vključuje neverbalne elemente v govoru (npr. intonacijo). Drugi sklop pa vključuje naš kulturni prostor – socialni in kulturni kontekst, v katerem gradimo svojo identiteto.

#### Vsakodnevne geste
V različnih kulturah se geste, ki smo jih vajeni v naši kulturi, uporabljajo na različne načine. Nekateri izmed njih celo žalijo sogovornika.
Na Bližnjem vzhodu ne smemo prekrižati noge na kolego, ker sogovorniku kažemo spodnjo stran svojega stopala, kar je žaljivo. Namesto tega mora biti naš telesni položaj usločen in sproščen,  kar kaže na našo samozavest in visok položaj, medtem ko pokončen položaj z nogami na tleh nakazuje spoštovanje 
V azijskih državah poklon ali spuščene oči izražajo spoštovanje do sogovornika , medtem ko se v Nemčiji priklon ali sklonjenost zlasti pri ženskah razume kot pomanjkanje samozavesti.  V Vzhodni Aziji je direkten očesni stik viden kot grožnja, medtem ko v zahodnih kulturah kaže na poštenost sogovornika.
Veliko Kitajcev se hoče rokovati s tujcem, vendar raje počakajo, da vidijo, če bo tujec prvi stegnil roko. Na Kitajskem namreč namesto rokovanja prikimajo sogovorniku, na Japonskem pa se priklonijo za 90 stopinj.

#### Tišina
V večini ZDA tišina v pogovoru ni zaželena, še posebej pri vzpostavljanju odnosa. Tišina pomeni, da nam je nerodno, našega sogovornika pa spravlja v nelagodje.
Na Kitajskem je tišina zelo pomembna. Za ljudi, ki veliko govorijo, mislijo, da so nezreli. V Ameriki in Evropi pa tišina pomeni, da nekdo nima dovolj znanja, idej ali je negotov. Veliko Kitajcev misli tudi, da ljudje v Ameriki in Evropi pretiravajo z obrazno in telesno mimiko. Tam pa se kitajski brezizrazni obraz zdi dolgočasen in brezčuten.
Tišina na Japonskem je zapleten pojem. Lahko je videna kot negativen ali pozitiven element komunikacije. Japonci tišino interpretirajo kot negativno, če razumejo, da sogovornika pogovor ne zanima, če sogovornik ni dovolj samozavesten ali izobražen, če je zmeden ali zasanjan. Nevtralna ali pozitivna pa je tišina takrat, ko sporoča, da naš sogovornik razmišlja o tem, kaj smo povedali, razmišlja, kako se odzvati v tujem jeziku, ko nam zaupa in misli, da smo si izmenjali vse informacije ali ko se z nami ne strinja, vendar nam noče to povedati na direkten način. Tišina je na Japonskem tudi znak, da sogovornik preprosto ne ve, kaj bi odgovori in je to za nas signal, da mu nekaj predlagamo in tako rešimo njegovo socialno podobo.

#### Očesni stik
Očesni stik uravnava bližino sogovornikov. Direktni očesni stik zmanjša bližino, medtem ko redkejši očesni stik poveča bližino med sogovornikoma. Očesni stik nosi informacijo o spoštovanju, statusu sogovornika in večkrat uravnava, kdo je na vrsti za govorjenje. Vzorec očesnega stika se spreminja od kulture do kulture. V številnih družbah je izogibanje očesnega stika v komunikaciji izraz spoštovanja. V ZDA vzdrževanje očesnega stika pomeni, da smo pozorni na pogovor in izkazujemo spoštovanje do svojega sogovornika. Očesni stik v tej državi vzdržujemo 10-15 sekund, potem pa lahko pogledamo stran. Ko sogovorec neha govoriti pogleda sogovornika in mu da signal, da je na vrsti za govor. Nekatere etične skupine v ZDA pa uporabljajo manj očesnega stika, ko govorijo. Ameriški domorodci se tako izogibajo strmenju med pogovorom 

#### Osebni prostor
Osebni prostor lahko razumemo kot mehurček okoli nas, ki se širi glede na vrsto socialnega odnosa, posameznikovega čustvenega stanja in kulturnega ozadja ter aktivnosti, s katerimi se ukvarjamo. Samo redkim je dovoljeno, da za določen čas prebijejo ta mobilni teritorij. Spremembe v mehurčku (npr. velike množice ljudi) povzročajo nelagodje in agresijo. V Severni Evropi so ti mehurčki veliki, medtem ko so v Južni Franciji, Italiji, Grčiji in Španiji ti mehurčki manjši. V Severni Evropi se nihče ne dotika drug drugega, tudi če koga po nesreči oplazimo z rokavom, se mu moramo opravičiti. Če pride do stika med tema dvema kulturama, so ljudje iz južnih kultur preblizu ljudem iz severnih kultur.
Primer: Delavec iz Mehike, ki je ima ožji osebni prostor, bo stal blizu vas, vam pa bo nelagodno in se boste začeli umikati. To pa bo za tega delavca lahko pomenilo žalitev.

### Prostor in organizacija
Nekatere države rade načrtujejo zelo daleč v prihodnost (npr. Vzhodnoazijske države), nekatere pa načrtujejo za krajša obdobja v prihodnosti (npr. ZDA). Prvim so najbolj pomembni življenjski dogodki, ki se zgodijo v preteklosti in sedanjosti. Verjamejo v stabilnost osebe v različnih situacijah in v univerzalna vodila za dobro in zlo. Spoštujejo tradicijo in svojo državo. Pomemben cilji v življenju so socialno življenje in zapravljanje. Za te države je značilna počasna ekonomična rast. Države, ki imajo kratkoročne načrte v prihodnosti, dajo večjo težo življenjskih dogodkov, ki se bodo zgodili v prihodnosti. Kaj je dobro in zlo je v teh družbah odvisno od situacije, uspešna oseba pa se na te situacije prilagaja. Tudi tradicije se spreminjajo glede na okoliščine. Skušajo se učiti od drugih kultur, pomemben cilj pa jim je varčnost, zato shranjujejo in vlagajo denar. Za te države je značilna hitra ekonomska rast.
Samo načrtovanje in organizacija sestankov je odvisna tudi od tega, ali kultura temelji na pravilih ali na odnosih. Ljudje v deželah temelječih na pravilih iščejo predvidljivost in varnost, zato s strogimi urniki strukturirajo okolje in čas. V kulturah, kjer so pomembni socialni odnosi, pa točnost ni potrebna. Podrejeni v teh kulturah se sicer pokažejo pravočasno, da s tem izkažejo spoštovanje do šefa, vendar je povsem običajno, da ta zamudi in tako pokaže, da statusno ni enakovreden svojim podrejenim. Nadrejeni v Indoneziji na sestanek vedno pridejo pol ure kasneje, njihov že ritualni izgovor pa je promet na cesti. Seveda pa je v nekaterih kulturah odnosov točnost ravno tako pomembna (npr. Kitajska, Japonska). V kulturah pravil obstaja veliko napisanih pravil, zato je pomembna birokracija, ki v kulturah odnosov določa samo moč posameznika – tisti, ki podpiše več obrazcev, ima več moči. Bodite tudi pripravljeni, da vas bodo v odnosnih državah (npr. v Španiji) želeli pred poslovanjem podrobneje spoznati.

### Razumevanje časa
Večina prebivalcev ZDA se usmerja v prihodnost (npr. vidijo smisel v vlaganju denarja v delnice), druge kulture (npr. Španija in Grčija) pa poudarjajo pomembnost polnega življenja in spoznavanja potencialov v sedanjosti. Veliko Evropejcev in Azijcev poudarja preteklost. Verjamejo, da sta znanje in zavest o preteklosti nekaj, kar pomaga razumeti sedanjost.
Kulture lahko po razumevanju časa razdelimo na monokronične in polikronične. Monokronične kulture (npr. Severna Evropa) se osredotočajo na eno dejavnost ob določenem času, polikronične kulture (npr.  Latinska Amerika).
V monokroničnih kulturah je čas linearen in se kot cesta razteza od preteklosti do prihodnosti. V teh kulturah ljudje govorijo o času kot o denarju. Lahko ga zapravijo, shranijo, porabijo in izgubijo. Čas razdelijo in ga uporabijo za postavljanje prioritet. Njihova najpomembnejša vrednota je red in delo, ki so mu zelo predani in si zanj vzamejo čas. Ljudje v teh kulturah nimajo radi, da jih kdo zmoti, zato čas postane kot nekakšna soba v katero je dovoljeno le nekaterim ljudem. Ljudje v monokroničnih kulturah neradi posojajo ali si izposojajo stvari, radi sledijo pravilom zasebnosti, si vzamejo čas za premislek in se ravnajo po določenem načrtu.
Za razliko od pisarn v monokroničnih družbah, imajo pisarne v polikroničnih družbah vedno odprta vrata, v njih neprestano zvoni telefon, sestanki potekajo ob istem času. Čeprav jih veliko dražljajev moti, jih zelo dobro obvladajo in so se pripravljeni prilagajat in spremenit svoje načrte.Bolj kot načrti jih skrbijo odnosi z ljudmi, zato se v svojem delovanju osredotočajo na pridobivanje trdnih prijateljstev, predvsem z ljudmi, ki so tesno povezani z njimi ali njihovo delovno funkcijo. Vsi problemi na delovnem mestu po njihovem prepričanju  izhajajo iz problemov v odnosih in ne iz ovir v nalogi.
Zaradi razlik v obeh kulturah je poslovni stik med njima problematičen. Poslovneži v monokroničnih kulturah ne razumejo, zakaj osebi iz polikronične kulture stalno zvoni telefon ali jo zmotijo ljudje, ki v pisarno vstopajo sredi poslovnega pogovora. To lahko oseba iz monokronične kulture razume kot žalitev. V Nemčiji to razumejo kot izraz nespoštovanja ali nezanimanja za nalogo, zato mora biti vaš telefon na poslovnem sestanku v Nemčiji izključen, če pa pričakujete pomemben klic, jim morate to vnaprej povedati. Poslovneži iz polikroničnih kultur pa ne morejo razumeti, zakaj so naloge v organizacijah v monokroničnih kulturah izolirane od same organizacije kot celote in so merjene v dosežkih in času posameznikovega cilja in ne celotnega organizacijskega cilja. Bega jih tudi to, kako ločiti zasebni in delovni čas. Zdi se jim neumno, da bi urnik negativno vplival na kvaliteto osebnih odnosov.
Foster (1992) pa ločuje razumevanje časa v tradicionalnih in sodobnih družbah. Tradicionalne družbe, posebej tiste, ki živijo v topli, imajo počasnejši tempo življenja. Ti ljudje se ne osredotočajo na čas. prebivalci ZDA pa so pogosto videni kot sužnji časi, saj je čas zanje najdragocenejša dobrina. Zato so začudeni, ko njihovi latinoameriški kolegi zamujajo na sestanke.To vpliva tudi na pogajanje, saj je za ljudi v Aziji in Latinski Ameriki bistvo poslovanja pogajanje samo, ne glede na to, koliko časa potrebujejo zanj.
Ker je razumevanje časa različno v različnih kulturah, je treba pri poslovanju paziti na način, kako se izražamo o času.
Primer: Ko prebivalci ZDA azijskim kolegom z uradnim tonom naročijo, naj najdejo nekaj časa, da pridejo k njim, Azijci to razumejo, da lahko pridejo kadarkoli želijo in da to ni njihova prioriteta.